# Syndiniales
Die Syndiniales sind eine Ordnung basaler Dinoflagellaten, die als Parasiten verschiedener mariner Eukaryoten vorkommen. Zu ihren Wirten zählen Krebstiere (Crustacea), Fische, Nesseltiere (Cnidaria), Algen und verschiedene Protisten, darunter Wimpertierchen (Ciliophora alias Ciliata), Radiolarien und sogar andere Dinoflagellaten. Ihre frühere provisorische Bezeichnung ist Marine Alveolata (englisch Marine Alveolates, MALVs).

## Beschreibung
Die trophische Form (vegetative/stoffwechselnde Form oder Wachstumsform) der Syndiniales ist oft mehrkernig und teilt sich schließlich, um bewegliche Sporen (Dinosporen) zu bilden, die zwei Geißeln in typischer Dinoflagellaten-Anordnung haben.
Sie haben keine Theca und keine Chloroplasten, und im Gegensatz zu allen anderen Dinoflagellaten-Ordnungen ist der Zellkern nie in Form eins Dinokaryons organisiert.
Gute Schemazeichnungen der einzelnen Lebensphasen finden sich auf den DINOFLAJ2-Seiten der American Association of Stratigraphic Palynologists (s. u.).
Ein gut untersuchtes Beispiel ist die Gattung Amoebophrya, ein Parasit anderer Dinoflagellaten, der möglicherweise eine Rolle bei der Beendigung von Roten Tiden (einer speziellen Form von Algenblüten) spielt.

## Systematik

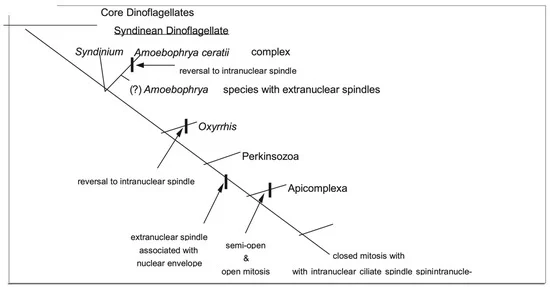
Evolution des Mitose-Apparates innerhalb der Alveolata.

Die taxonomische Einordnung der Syndiniales ist schwierig.
Zu dieser Gruppe gehören die 2001 durch direkte Amplifikation von rRNA-Genen aus marinen Picoplanktonproben entdeckten Linien, die vorläufig als MALV-Gruppe I und II (marine Alveolaten I und II) bezeichnet werden.
Traditionell werden etliche MALV-Gruppen den Syndiniales zugeordnet; neuere Studien (ab 2018) zeigen jedoch eine Paraphylie der MALVs als Gesamtheit.
Dies deutet darauf hin, dass nur diejenigen Gruppen zu den Syndiniales gehören, die im Stammbaum der Dinoflagellaten eine Schwestergruppe der Dinokaryonten (Kern-Dinoflagellaten, engl. core dinoflagellates: Dinoflagellaten mit einem Dinokaryon) bilden.
Die Ordnung wird in der Regel den Dinoflagellaten zugeordnet (mit einer basalen Stellung in deren Stammbaum), manchmal aber auch in die Protalveolata eingeordnet.
Aufgrund dieser Erkenntnisse wurden mehrere Gattungen aus den Syndiniales ausgegliedert.
Beispielsweise gehörte früher gehörten die Gattung Spiromonas zusammen mit ihrer Familie Spiromonadidae zu dieser Gruppe; die Gattung wurde in Colpodella umbenannt und aufgrund ihrer primitiven Merkmale in ein eigenes Phylum Colpodellida eingeordnet;
und auch die Gattung Oxyrrhis wurde in eine eigene Ordnung Oxyrrhinales übergeführt.
Der folgenden (auszugsweisen) Liste liegen als Quellen zugrunde:
- N – National Center for Biotechnology Information (NCBI)[14]
- A – AlgaeBase[15]
- W – World Register of Marine Species (WoRMS) – Kontrollkästchen „marine only“ (und „recent only“) deaktiviert[16]

* = Angabe ohne Autorenschaft
i = incertae sedis
ℓ = leer (ohne Mitglieder)
Wo nicht anders angegeben, stammen die Typus-Angaben aus der AlgaeBase, die Angaben zu den Lebensräumen aus WoRMS:
- m – Meerwasser (marin)
- b – Brackwasser
- s – Süßwasser
- t – Land (terrestrisch)

Klasse Syndiniophyceae Loeblich III, 1976 (Synonym: Syndinea Chatton 1920 stat. nov. Loeblich 1976
- Ordnung Syndiniales(A,N,W)
– mit botanischer Bezeichnung Syndinida M. Döring 2016(W)[20] – Habitat: m, b
  - Familie Amoebophryaceae(N,W) (Synonym: Amoebophryidae[8]) – Habitat: m
    - Gattung Actinodinium Chatton & Hovasse, 1937(A,W) – Habitat: m, nicht: b, s, t
      - Spezies Actinodinium apsteinii Chatton & Hovasse(W) – Typusart, Habitat: m

- Spezies Amoebophrya acanthometrae Koeppen, 1894(A,W) – Habitat: m
- Spezies Amoebophrya ceratii (Koeppen) J.Cachon, 1964(A,W) – Habitat: m
- Spezies Amoebophrya grassei Cachon, 1964(A,W)
 – früher Umbella hemisphaerica Pojarkov(W) – Habitat: m
- Spezies Amoebophrya leptodisci Cachon, 1964(A,W) – Habitat: m
- Spezies Amoebophrya rosei Cachon(A)
- Spezies Amoebophrya sticholonchae Koeppen(A)
 – vermutlich Schreibvariante von A. stycholonchae Koeppen, 1894
- Spezies Amoebophrya stycholonchae Koeppen, 1894(A,W) – Typusart, Habitat: m
- Spezies Amoebophrya tintinni Cachon, 1964(A,W) – Habitat: m
- Spezies Amoebophrya sp. 'Dinophysis'(N)
- Spezies Amoebophrya sp. A120(N)
- Spezies Amoebophrya sp. A25(N)
- Spezies Amoebophrya sp. AT5.2(N)
- Spezies Amoebophrya sp. ATSPF7-5(N)
- Spezies Amoebophrya sp. OSK2019(N)
- Spezies Amoebophrya sp. ex Akashiwo sanguinea(N)
- Spezies Amoebophrya sp. ex Alexandrium affine(N)
- Spezies Amoebophrya sp. ex Alexandrium catenella(N)
- Spezies Amoebophrya sp. ex Alexandrium tamarense(N)
- Spezies Amoebophrya sp. ex Ceratium lineatum
- Spezies Amoebophrya sp. ex Ceratium tripos
- Spezies Amoebophrya sp. ex Cochlodinium polykrikoides
- Spezies Amoebophrya sp. ex Dinophysis acuminata
- Spezies Amoebophrya sp. ex Dinophysis norvegica
- Spezies Amoebophrya sp. ex Gymnodinium instriatum
- Spezies Amoebophrya sp. ex Karlodinium micrum
- Spezies Amoebophrya sp. ex Karlodinium veneficum
- Spezies Amoebophrya sp. ex Ostreopsis lenticularis
- Spezies Amoebophrya sp. ex Phalacroma rotundatum
- Spezies Amoebophrya sp. ex Prorocentrum micans
- Spezies Amoebophrya sp. ex Prorocentrum minimum
- Spezies Amoebophrya sp. ex Prorocentrum triestinum
- Spezies Amoebophrya sp. ex Scrippsiella sp.
- Spezies Amoebophrya sp. ex Tripos furca

- Gattung Caryotoma Hollande, 1953(A)
  - Spezies Caryotoma bernardii Hollande(A) – Typusart

- Gattung Hyalosaccus N. Koeppen, 1899(Aℓ) – Typusart Hyalosaccus ceratii N. Koeppen verschoben zu Amoebophrya ceratii (Koeppen) J. Cachon)

- Familie Duboscquellidae Chatton, 1920(N) bzw. Duboscquellaceae(Ai)
  - Gattung Duboscquella Chatton, 1920(A,N*,Wi)
    - Spezies Duboscquella tintinnicola (Lohmann) Chatton(W) – Habitat: m
    - Spezies Duboscquella sp. Hamana/2003(N)
    - Spezies Duboscquella sp. Ishikari/2003(N)

- Familie Ellobiopsidae(N)
  - Gattung Ellobiopsis Caullery, 1910(N)

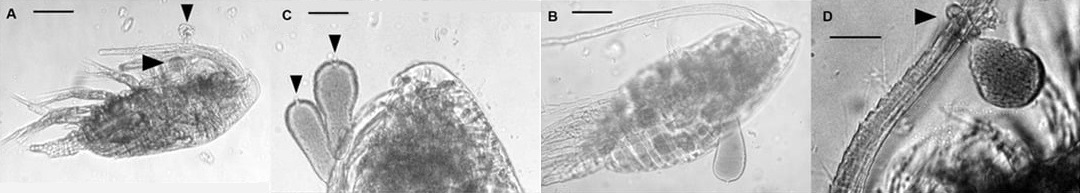
Verschiedene Ruderfußkrebse der Familie Paracalanidae, infiziert von Ellobiopsis chattonii. (A,B) Paracalanus indicus mit anhaftenden Parasiten. (C,D) Parvocalanus crassirostris mit diesem Parasiten.

    - Spezies Ellobiopsis chattonii Caullery, 1910(N)

  - Gattung Thalassomyces (Boschma) Boschma, 1959(N*,W) bzw. Niezab.
    - Spezies Thalassomyces fagei (Boschma) Boschma, 1959(N*,W) bzw. Boschma ex J. E. Kane
    - Spezies Thalassomyces sp. Ello476-1c5(N)
    - Spezies Thalassomyces sp. JDS-2003(N)

- Familie Eudubosquellidae Coats, Bachvaroff & Delwiche 2012(N)

- Spezies Euduboscquella cachoni Coats, 1988(N)
– mit früheren Bezeichnungen Duboscquella cachonii D. W. Coats, 1988(N) und Duboscquella cachoni D. W. Coats(N)
- Spezies Euduboscquella costata J. H. Jung, J. M. Choi, J. H. Jung & Y. O. Kim, 2015(N)
- Spezies Euduboscquella crenulata D. W. Coats, T. R. Bachvaroff & C. F. Delwiche, 2012(N)
- Spezies Euduboscquella triangula Choi, Jung, Kim, Coats & Kim, 2021(N)
– einschl. Euduboscquella sp. JMC-2019a(N)
- Spezies Euduboscquella sp. ex Favella arcuata(N)
- Spezies Euduboscquella sp. ex Favella ehrenbergii(N)
- Spezies Euduboscquella sp. ex Favella markusovszkyi(N)
- Spezies Euduboscquella sp. ex Favella panamensis(N)
- Spezies Euduboscquella sp. ex Tintinnopsis sp. 1(N)
- Spezies Euduboscquella sp. ex Tintinnopsis sp. 2(N)
- Spezies Euduboscquella sp. ex Tintinnopsis cf. subacuta(N)

- Familie Sphaeriparaceae Loeblich III(A)
  - Gattung Atlanticellodinium J. Cachon & M. Cachon-Enjumet, 1965(A)
    - Spezies Atlanticellodinium tregouboffi J. Cachon & M. Cachon-Enjumet 1965(A) – Typusart

  - Gattung Sphaeripara Poche, 1911, nom. cons.(A)
    - Spezies Sphaeripara catenata (Neresheimer) Loeblich Jr. & Loeblich III, 1966(A) – Typusart
    - Spezies Sphaeripara paradoxa (Neresheimer)(A)

- Familie Syndiniaceae Chatton, 1920(A,N*,W) – Habittat: m
  - Gattung Atelodinium Chatton(A)
    - Spezies Atelodinium microsporum Chatton 1920(A) – Typusart
    - Spezies Atelodinium parasiticum Chatton 1920(A)

- Spezies Hematodinium australe D. A. Hudson & J. D. Shields 1994(A)
- Spezies Hematodinium perezi Chatton & Poisson, 1930/1931(A,N)
– mit Schreibvariante  Hematodinium perezii Chatton & Poisson, 1930(N) – Typusart
- Spezies Hematodinium sp. 2006ZS(N)
- Spezies Hematodinium sp. ex Callinectes sapidus(N)
- Spezies Hematodinium sp. ex Cancer pagurus(N)
- Spezies Hematodinium sp. ex Carcinus maenas
- Spezies Hematodinium sp. ex Carcinus maenas Cm753
- Spezies Hematodinium sp. ex Carcinus maenas Cm887
- Spezies Hematodinium sp. ex Leptomithrax gaimardii
- Spezies Hematodinium sp. ex Ovalipes australiensis

- Spezies Merodinium astutum Chatton, nom. inval. 1923(A)
- Spezies Merodinium borgertii (Hollande, Cachon-Enjumet & Manciet) Hovasse & E.M.Brown 1954(A)
- Spezies Merodinium brandtii (Hovasse) Chatton 1923(A) – Typusart
- Spezies Merodinium breve Hovasse & E. M. Brown 1954(A)
- Spezies Merodinium chattonii Hovasse & E. M. Brown 1954(A)
- Spezies Merodinium dolosum Chatton 1923(A)
- Spezies Merodinium fallax (Chattan) A. R. Loeblich Jr.(A)
- Spezies Merodinium globiforme Hollande & Cachon-Enjumet 1953(A)
- Spezies Merodinium insidiosum Chatton 1923(A)
- Spezies Merodinium mendax Chatton 1923(A)
- Spezies Merodinium vernale (Hovasse) Chatton 1952(A)

- Gattung Solenodinium (Chatton) Chatton, 1952(A,Wℓ) – Habittat: m
  - Spezies Solenodinium densum Hovasse & Brown(A)
  - Spezies Solenodinium leptotaenia Hovasse & E. M. Brown 1954(A)

- Spezies Syndinium allognosticum R. Weill 1935(A)
- Spezies Syndinium belari (Hollande & Cochon-Enjumet) Hollande & Enjumet(A)
- Spezies Syndinium caryophagum Cachon-Enjumet 1961(A)
- Spezies Syndinium corycaei Chatton 1938(A)
- Spezies Syndinium gammari J. F. Manier, A. Fize & H. Grizel 1971(A)
- Spezies Syndinium globiforme Hollande & Cachon-Enjumet 1953(A)
- Spezies Syndinium gracile Hollande & Enjumet(A)
- Spezies Syndinium minutum Chatton(A)
- Spezies Syndinium oikopleurae Hollande & Fenaux 1975(A)
- Spezies Syndinium rostratum Chatton(A)
- Spezies Syndinium turbo Chatton, 1910(A,N,W) – Typusart, Habittat: m, nicht: b, s, t
- Spezies Syndinium sp. ex Corycaeus sp.(N)

- Gattung Trypanodinium Chatton, 1912(A)
  - Spezies Trypanodinium ovicola Chatton 1912(A) – Typusart

- Familie Syndinidae Chatton, 1910(Wℓ) – Habittat: m, b, nicht: s, t
– offenbar ein Synonym von Syndiniaceae (bzw. die Mitglieder wurden nach Syndiniaceae verschoben)
- Mitglieder der Ordnung ohne Familienzuweisung:(A,N)
  - Gattung Ichthyodinium Hollande & J. Cachon, 1952(A,N*,W) – Habittat: m, nicht: b, s, t
    - Spezies Ichthyodinium chabelardi,(N,W)
 – mit Schreibvariante Ichthyodinium chabelardii Hollande & J.Cachon, 1952(A,N) – Habittat: m, nicht: b, s, t
    - Spezies Ichthyodinium sp. ex Anguilla 2BFE(N)
    - Spezies Ichthyodinium sp. PBT(N)
    - Spezies Ichthyodinium sp. PL(N)
    - Spezies Ichthyodinium sp. PS01(N)
    - Spezies Ichthyodinium sp. PS03(N)

  - Gattung Keppenodinium Loeblich Jr. & Loeblich III, 1966(Wi) (Dinotax, WoRMS: incertae sedis)
    - Spezies Keppenodinium mycetoides – Typusart

## Verschiebungen
- Die Gattung Coccidinium,[26][27] monotypisch in ihrer Familie Coccidiniaceae (syn. Coccidinidae), gilt nicht mehr als Mitglied der Syndiniales, sondern ist lt. WoRMS unter den Dinoflagellaten incerta sedis.[28] Obwohl sie zusammen mit den Gattungen Amoebophrya und Duboscquella zu den wichtigsten Endoparasiten mariner Dinoflagellaten gehört, ist diese Gattung mit ihren 1934 im Brackwasser in der Nähe von Sète (Frankreich) im Zytoplasma von Dinoflagellaten gefundenen Spezies C. legeri und C. duboscquii nur wenig erforscht (Stand 2000).[29]
- Die Gattung Caryotoma, lt. AlgaeBase in der Familie Amoebophryaceae, ist lt. WoRMS Mitglied der Familie Oodinidae (in der Dinoflagellaten-Ordnung Blastodiniales).[30]
- Die Gattung Atlanticellodinium, lt. AlgaeBase in der Familie Sphaeriparaceae, ist lt. WoRMS Mitglied der Familie Blastodinidae (ebenfalls in der Dinoflagellaten-Ordnung Blastodiniales).
- Sphaeripara, lt. AlgaeBase Typus-Gattung der Familie Sphaeriparaceae, ist nach WoRMS innerhalb der Dinoflagellaten incertae sedis.
- Die Gattung Ichthyodinium in der NCBI-Taxonomie und bei AlgaeBase ein Mitglied der Syndiniales ohne Familienzuweisung, ist lt. WoRMS Mitglied der Familie Dinophysaceae Bütschli, 1885 (in der Dinoflagellaten-Ordnung Dinophysiales).

Weitere Verschiebungen innerhalb der Ordnung Syndiniales gemäß AlgaeBase:
- Familie Amoebophryaceae
  - Species Hyalosaccus ceratii N. Koeppen ⇾ Amoebophrya ceratii (Koeppen) J. Cachon.
  - Gattung Hyalosaccus N. Koeppen, 1899 ⇾ abgeschafft
  - Spezies Actinodinium paradoxum (M. Rose & J. Cachon) Hollande & Enjumet, 1953 ⇾ Cachonella paradoxa (M. Rose & J. Cachon) M. Rose & J. Cachon, 1952

- Familie Sphaeriparaceae
  - Gattung Neresheimeria Uebel, 1912 ⇾ Lohmanniella (Wimpertierchen). Ausnahmen:
  - Spezies Neresheimeria catenata (Neresheimer) Chatton ⇾ Sphaeripara catenata (Neresheimer) Loeblich Jr. & Loeblich III.
  - Spezies Neresheimeria paradoxa (Neresheimer) Chatton 1920 ⇾ Sphaeripara paradoxa (Neresheimer)

- Familie Syndiniaceae
  - Spezies Merodinium belari Hollande & Cachon-Enjumet ⇾ Syndinium belari (Hollande & Cochon-Enjumet) Hollande & Enjumet
  - Spezies Solenodinium fallax Chatton ⇾ Merodinium fallax (Chattan) A. R. Loeblich
  - Spezies Syndinium borgertii Hollande, Cachon-Enjumet & Manciet ⇾ Merodinium borgertii (Hollande, Cachon-Enjumet & Manciet) Hovasse & E. M. Brown
  - Spezies Syndinium borgertii Hollande, Cachon-Enjumet & Manciet ⇾ Merodinium borgertii (Hollande, Cachon-Enjumet & Manciet) Hovasse & E. M. Brown
  - Spezies Syndinium brandtii Hovasse ⇾ Merodinium brandtii (Hovasse) Chatton.
  - Spezies Syndinium vernale Hovasse ⇾ Merodinium vernale (Hovasse) Chatton.

## Phylogenie
Nach phylogenetischen Untersuchungen der Syndiniales mit bekannten Gensequenzen schlugen Laure Guillou, Alexandra Z. Worden et al. 2008 ein Kladogramm wie folgt vor:
|  | \| \| Gruppe II [novel marine alveolate group II, ?= Amoebophryidae] (Amoebophrya) \| \| \| \| \| \| Gruppe IV [Syndinidae] (Syndinium, Hematodinium) \| \| \| \| |
|  | |
|  | Gruppe III |
|  | |
|  | Gruppe II [novel marine alveolate group II, ?= Amoebophryidae] (Amoebophrya)                                                                                      |
|  | |
|  | Gruppe IV [Syndinidae] (Syndinium, Hematodinium) |
|  | |

|  | Gruppe II [novel marine alveolate group II, ?= Amoebophryidae] (Amoebophrya) |
|  |                                                                              |
|  | Gruppe IV [Syndinidae] (Syndinium, Hematodinium)                             |
|  |                                                                              |

|  | Gruppe I [novel marine alveolate group I, =? Duboscquellidae] (Ichthyodinium, Duboscquella) |
|  |                                                                                             |
|  | Gruppe V                                                                                    |
|  |                                                                                             |

|  | \| \| Gruppe II [novel marine alveolate group II, ?= Amoebophryidae] (Amoebophrya) \| \| \| \| \| \| Gruppe IV [Syndinidae] (Syndinium, Hematodinium) \| \| \| \| |
|  | |
|  | Gruppe III |
|  | |
|  | Gruppe II [novel marine alveolate group II, ?= Amoebophryidae] (Amoebophrya)                                                                                      |
|  | |
|  | Gruppe IV [Syndinidae] (Syndinium, Hematodinium) |
|  | |

|  | Gruppe II [novel marine alveolate group II, ?= Amoebophryidae] (Amoebophrya) |
|  |                                                                              |
|  | Gruppe IV [Syndinidae] (Syndinium, Hematodinium)                             |
|  |                                                                              |

|  | Gruppe I [novel marine alveolate group I, =? Duboscquellidae] (Ichthyodinium, Duboscquella) |
|  |                                                                                             |
|  | Gruppe V                                                                                    |
|  |                                                                                             |

Die Gruppe I wurde nochmals in Kladen 1 bis 8 unterteilt, mit Ichthyodinium in Klade 3 und Duboscquella in Klade 4.
Ebenso wurde die Gruppe II in Kladen 1 bis 44 unterteilt, wobei sich die „komplexe“ Gattung Amoebophrya auf mehrere Kladen verteilt, darunter Klade 1, 2, 3, 4 und 33.
Mitglieder der Gruppe I Klade 1 wurden beispielsweise 2023/2024 in der mikrobiellen Lebensgemeinschaft der Farbwechselnden Gorgonie (Paramuricea clavata) neben Bakterien der Gammaproteobacteria-Gattung Endozoicomonas (sowie Alphaproteobacteria, Betaproteobacteria und Actinobacteria) identifiziert.

## GattungSyndinium

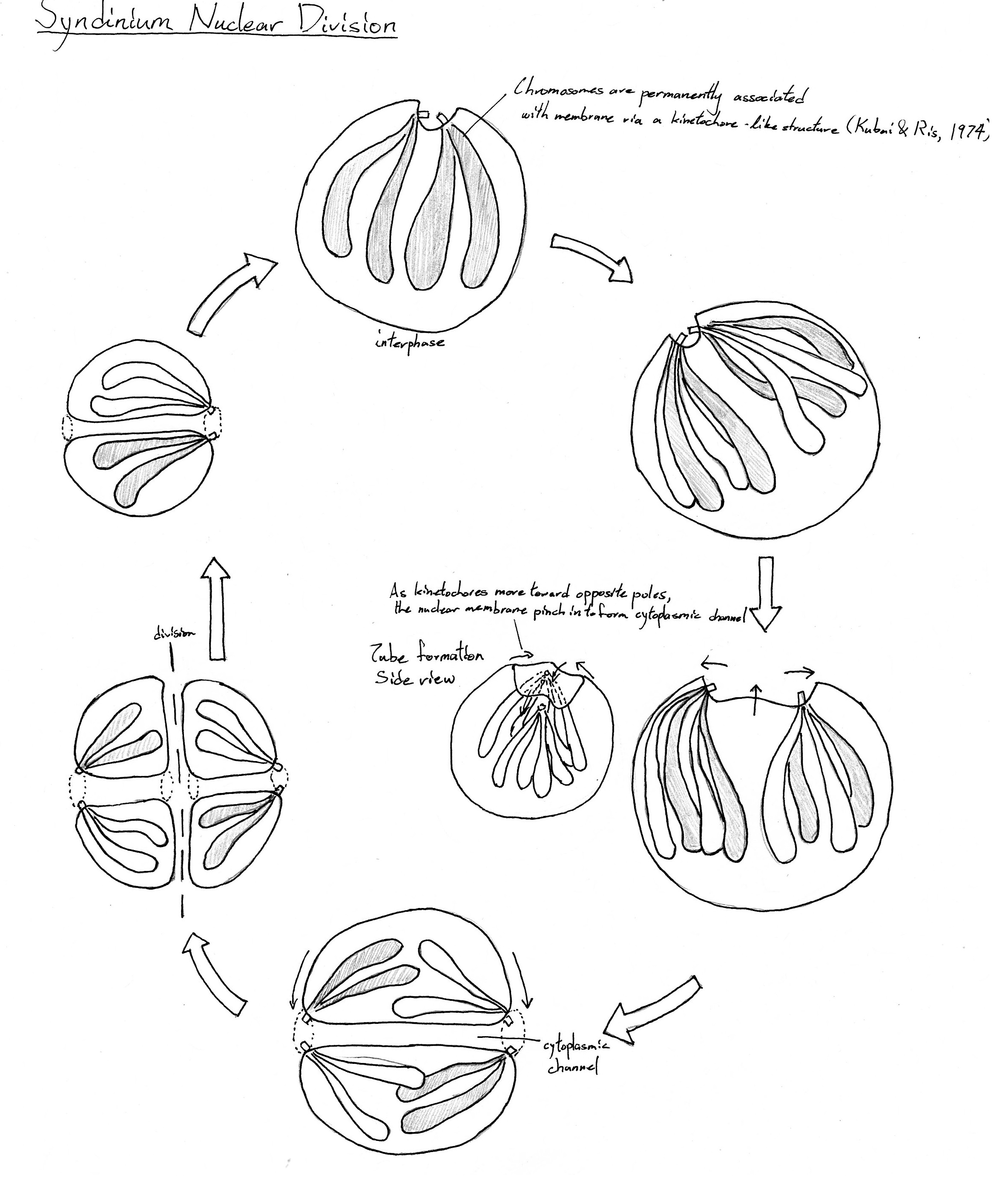
Mitotische Kernteilung bei Syndinium. Die Bewegung der Chromosomen wird durch Spindeln außerhalb des Zellkerns (extranukleare Sp.) gesteuert.

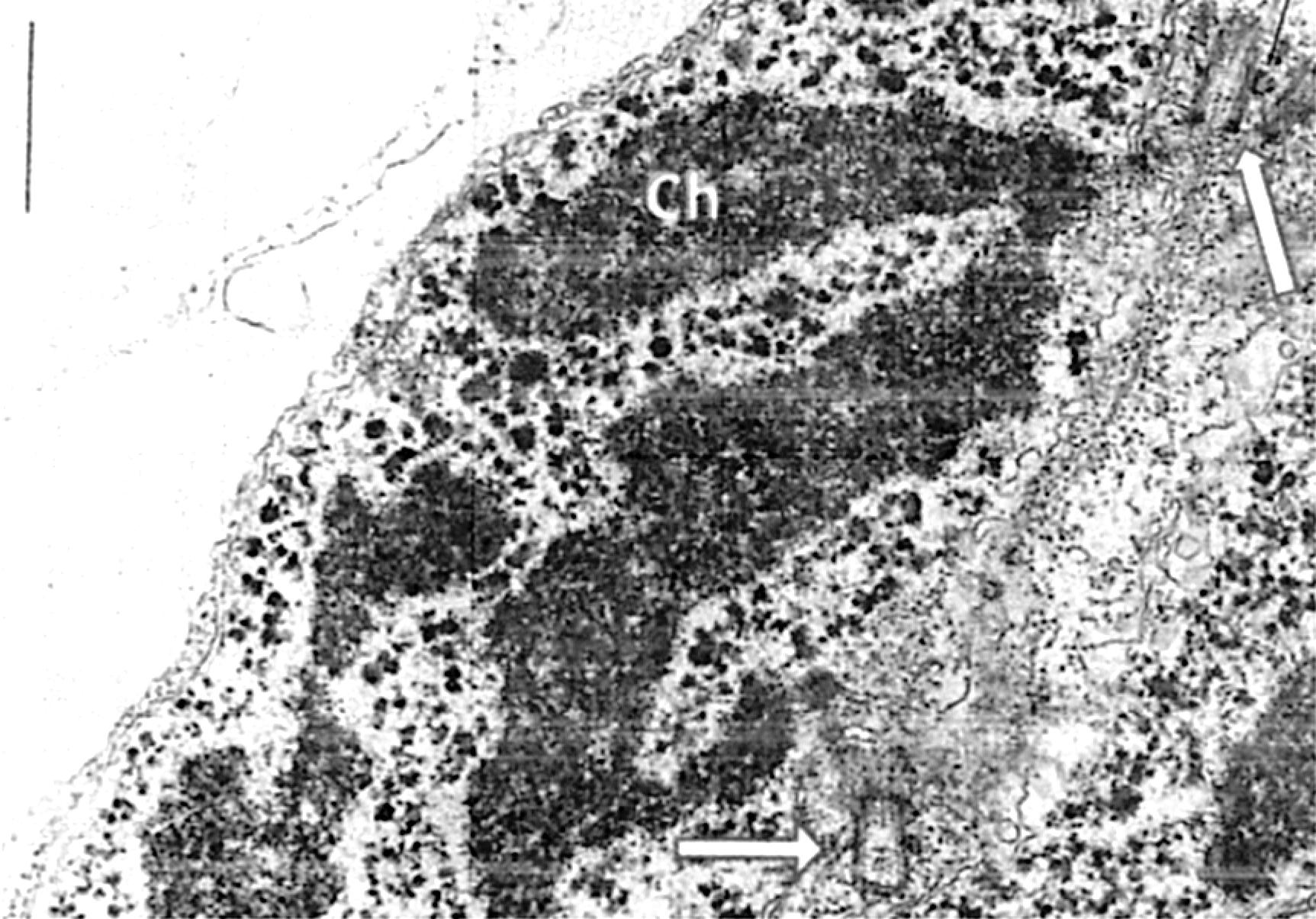
TEM-Aufnahme eines Ultradünnschnitts mit Trennung der Chromosomen (Ch) und Zentriolen (weiße Pfeile).

Syndinium ist eine kosmopolitische Gattung parasitischer Dinoflagellaten, die marine planktonische Arten von Ruderfußkrebsen (Copepoden) und Strahlentierchen (Radiolarien) befallen und abtöten.
Der Lebenszyklus von Syndinium ist über das Parasiten- und Zoosporenstadium hinaus nicht gut verstanden (Stand 2005).
Im Gegensatz zu anderen Dinoflagellaten verfügt Syndinium wie auch die anderen Mitglieder der Ordnung Syndiniales nicht über das herkömmliche Dinokaryon oder den damit verbundenen Prozess der Dinomitose. Stattdessen besitzen Syndinium-Vertreter weniger, aber größere Chromosomen als die meisten anderen Dinoflagellaten, nämlich nur 4 im Vergleich zu den sonst typischen 20 und mehr.
Syndinium zeichnet sich durch mitotische Kernteilungsmechanismen aus, bei denen die Kinetochoren an der Kernmembran befestigt sind und die damit verbundenen V-förmigen Chromosomen durch axial ausgerichtete Mikrotubuli voneinander weggeschoben werden. Diese Methode der Kernteilung ist bei Dinoflagellaten zwar nicht ganz selten, wurde aber erstmals bei Syndinium untersucht.

## GattungMerodinium
Die Gattung Merodinium wurde beschrieben als marine Parasiten von Strahlentierchen (Radiolarien), die im Zytoplasma ihres Wirts ein plasmodiales Stadium bilden (vgl. Familie der Plasmodien, wiss. Plasmodiidae), aus denen sich nach der Fragmentierung typische Dinosporen bilden. Lebenszyklus, Biochemie und Zytologie des Zellkerns ähneln stark denen der Gattung Syndinium. Daher wurde und wird Merodinium häufig als Synonym von Syndinium betrachtet und wurde (ungültigerweise) als Untergattung zu Syndinium gestellt. Die Abgrenzung zu Syndinium ist verworren, Merodinium-Arten sind aber ausschließlich als marine Parasiten des endo- oder extrakapsulären Zytoplasmas von Radiolarien beschrieben worden.

## GattungHematodinium
Hematodinium ist eine Gattung innerer Parasiten in der Hämolymphe (dem „Blut“), d. h. im Haemocoel (oder Hydroskelett) mariner Krebstiere (Crustacea: Decapoda und vielleicht Amphipoda) des Nordatlantiks und des Mittelmeers, die ein plasmodiales Stadium ausbildet.
Im Gegensatz zur Gattung Syndinium, die ein großes Plasmodium bildet, das mehr oder weniger das gesamte Haemocoel des Wirtes einnimmt, aber später (sekundär) durch Fragmentierung kleinere Plasmodien produziert, werden bei Hematodinium sofort viele kleine Plasmodien mit einer Länge von bis zu 150 µm erzeugt.
Die Zellkerne sind vom typischen Syndinium-Typ mit 5 V-förmigen Chromosomen.
Die genaue Art, wie Dinosporen gebildet werden und deren Morphologie ist bisher unbekannt (Stand 2017).
Die Abgrenzung zu Syndinium ist schwierig und Verwechslungen zwischen beiden eng miteinander verwandten Gattungen sind leicht möglich.
Typusart ist Hematodinium perezi, zu seinen Wirten gehören die Blaukrabbe (Callinectes sapidus), Kaisergranat (Nephrops norvegicus). und die Schneekrabben (Chionoecetes bairdi, englisch bairdi, tanner or snow crab).
Arten dieser Gattung verursachen der kommerziellen Krabbenfischerei wirtschaftlichen Schaden.
Sie verursacht unter anderem (vermutlich) die Bitterkrabbenkrankheit (englisch bitter crab disease) in der großen Schneekrabbenfischerei in der Beringsee (Nordpazifik).

## GattungDuboscquella
Duboscquella ist eine Gattung innerer Parasiten mariner von Wimpertierchen (etwa der Ordnung Tintinnida) oder von Dinoflagellaten der Ordnung Noctilucales. Sie sind nach dem französischen Zoologen, Mykologen und Parasitologen Octave Duboscq (1868–1943) benannt.
Die Gattung wurde von Édouard (Pierre Léon) Chatton (1920) erstbeschrieben.
Die Dinosporen werden passiv durch Verschlucken übertragen. Im Wirtsorganismus verlieren sie ihre Geißeln und entwickeln sich zu einem trophischen Stadium (Ernährungsstadium).
Der Zellkörper (Pisom, vgl. Episom = Außenkörper) ist von einem Schild (einem verdickten Teil des Amphiesmas alias Cortex oder Rinde) – bedeckt, der von einem Faserring (englisch fibrous ring), genannt Perinema, begrenzt wird. Eine trichterförmige Skelettstruktur mit unklarer Funktion, die an diesem Faserring befestigt ist, markiert die ventrale Seite des Parasiten. Einige Arten bilden große Nahrungsvakuolen, bevor die Zellteilung zu zahlreichen geißeltragenden Dinosporen führt.
Die Zellen der Duboscquella-Arten sind ohne Chloroplasten. Da die Infektionsrate der Wirte sehr hoch sein können, wird vermutet, dass der Parasit die Populationsdynamik des Wirts kontrollieren kann.

Helicostomella sp. (Tintinnida), infiziert mit Duboscquella sp. (oder ähnlich). Nordsee, Sylt.

## GattungEuduboscquella
Euduboscquella ist eine Gattung basaler Dinoflagellaten, die in Küstengewässern auf der ganzen Welt vorkommt. Sie wurde 2012 aus der Gattung Duboscquella ausgegliedert.
Die Mitglieder dieser Gattung sind allesamt intrazelluläre Parasiten, die vor allem Tintinniden (eine Ordnung der Wimpertierchen) infizieren.
Ihre Vertreter sind in der Regel in Meeresumgebungen zu finden, wo sie entweder einen Wirt infizieren oder in einem Ruhestadium (vgl. Zyste) auf der Suche nach einem neuen Wirt sind.
Die Euduboscquella-Mitglieder besitzen ein mehrrilliges Schild (englisch multi-grooved shield), das ihr Zytoplasma vom Zytoplasma des Wirts trennt und das zur taxonomischen Identifizierung verwendet wird.
Die Dinosporen von Euduboscquella cachoni (früher Duboscquella cachoni) sind biflagellate (doppelt begeißelte) Makrosporen.

Euduboscquella triangula mit Wirt Helicostomella longa (Tintinnida-Wimpertierchen)
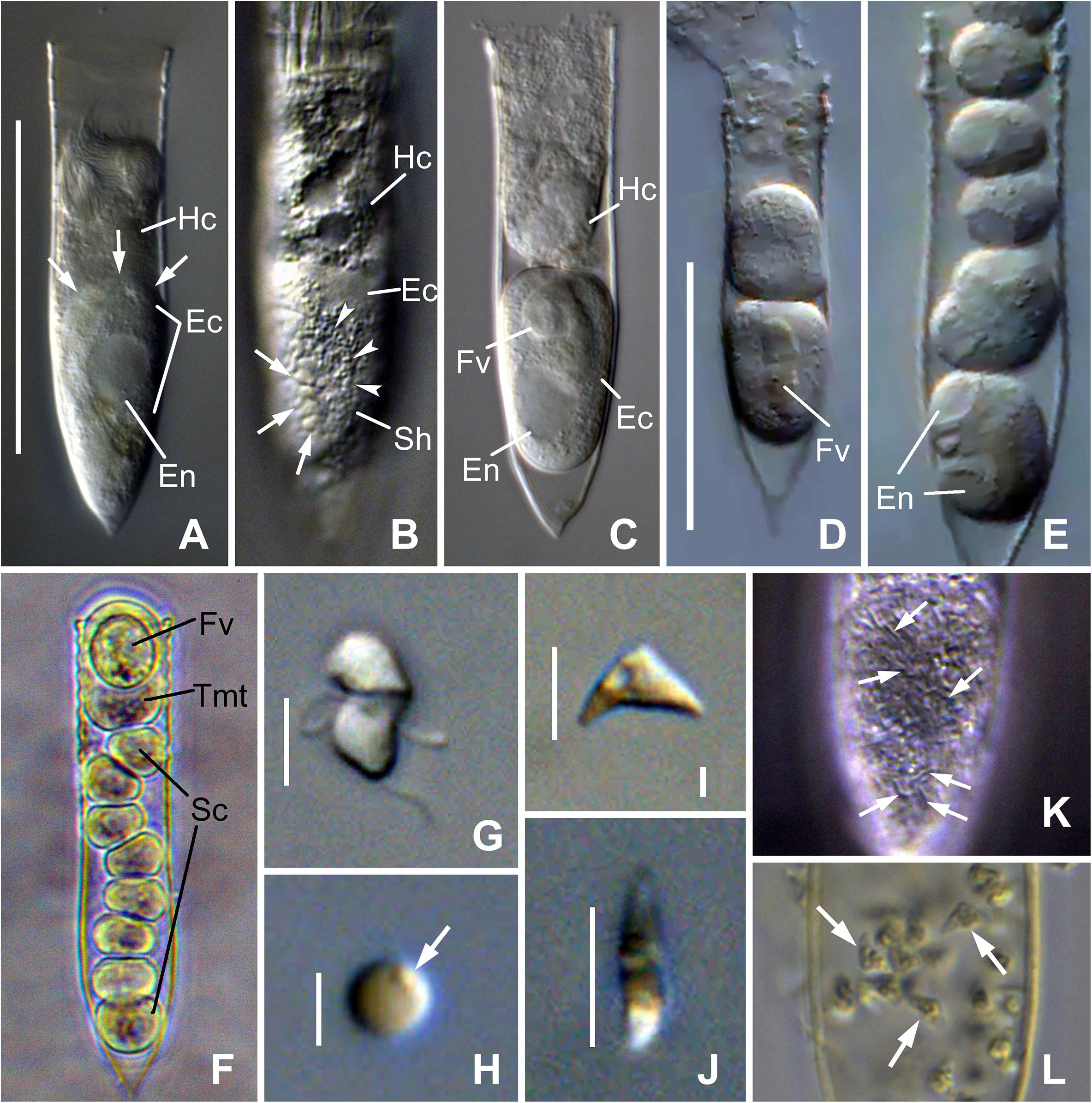
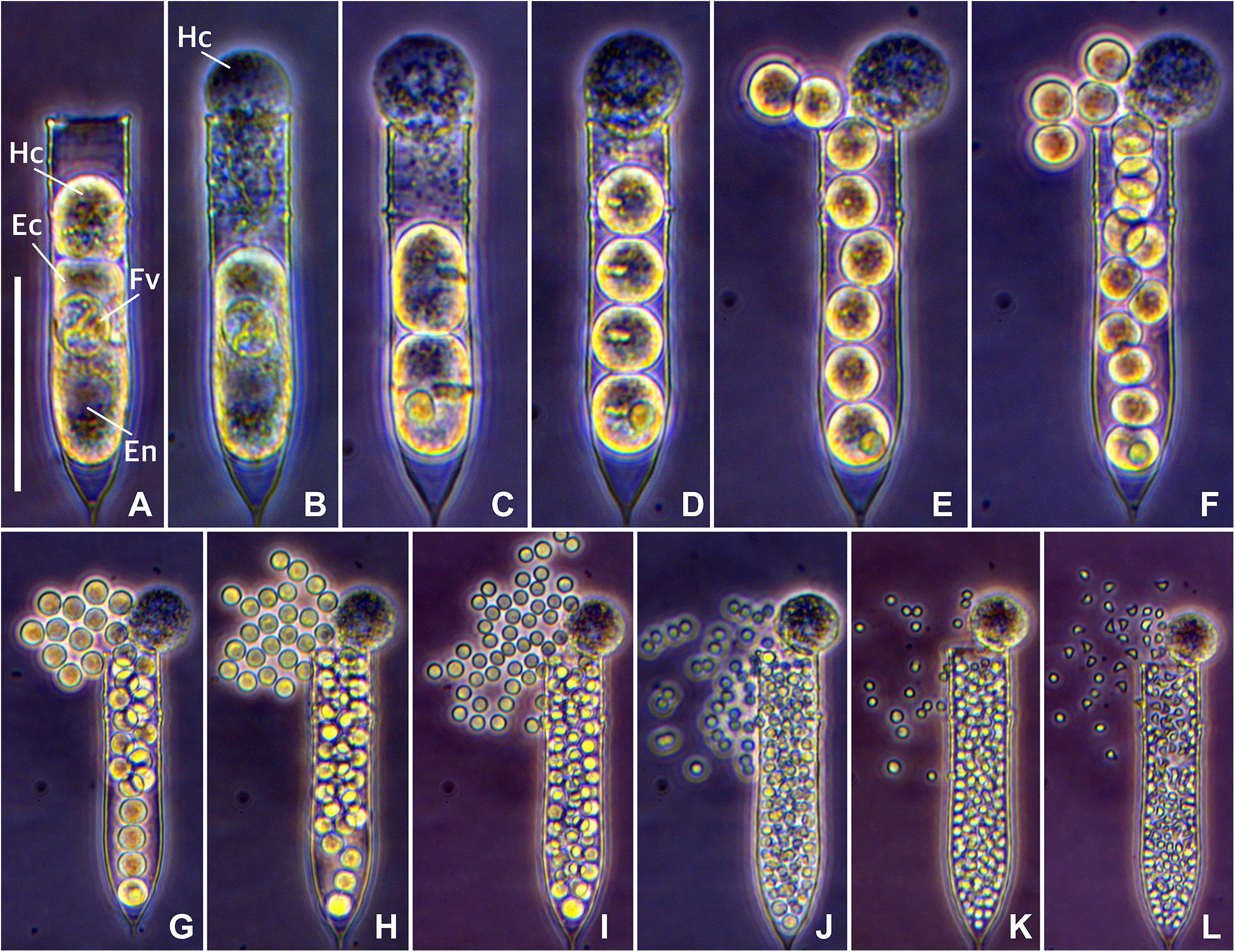
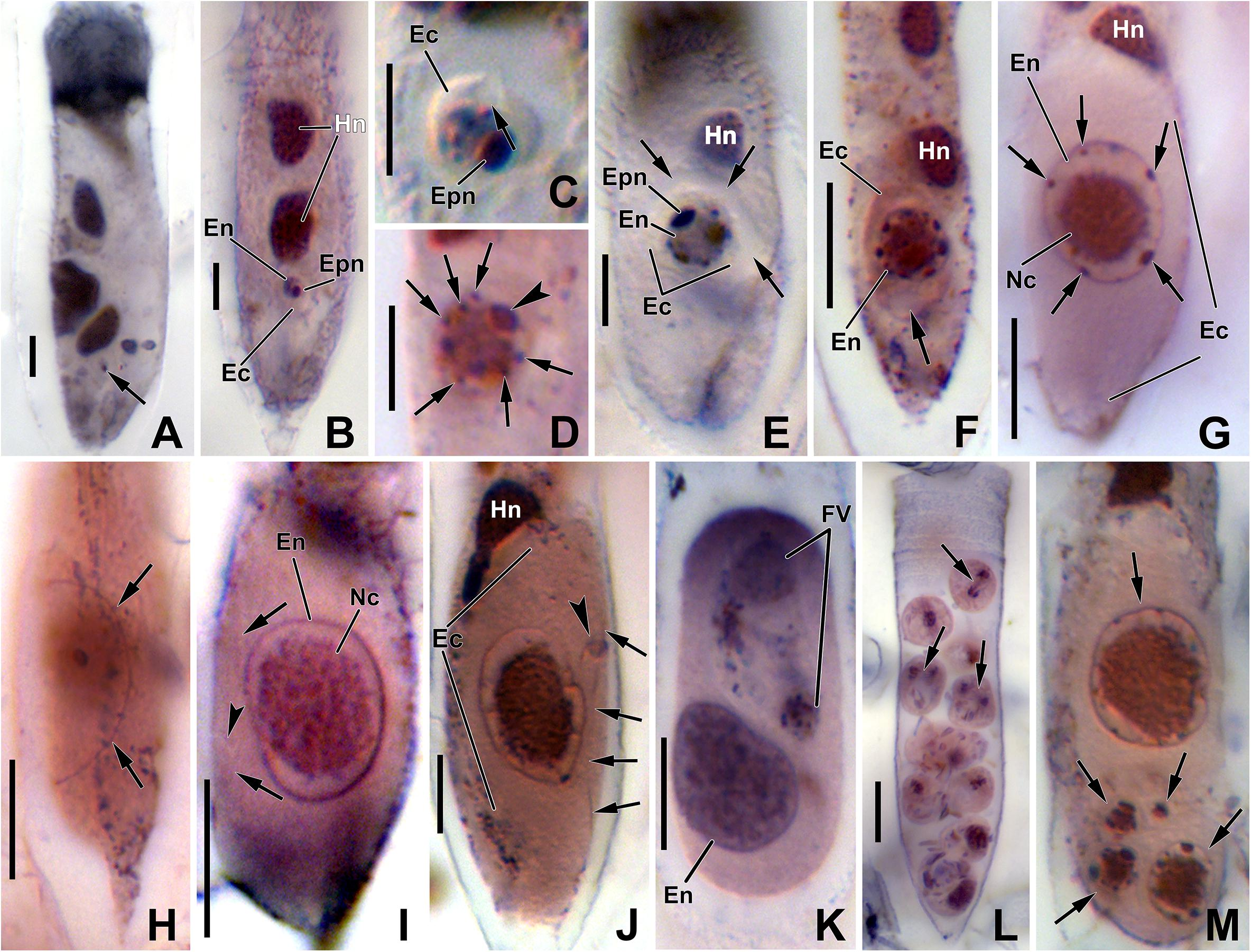

## GattungAmoebophrya

Lebenszyklus von Amoebophrya spp. (grün) und ihrem Wirt Alexandrium fundyense (Pyrocystaceae, blau/rot).

FISH-Aufnahmen von Stadien im Lebenszyklus von Alexandrium fundyense (blau/rot) und Amoebophrya spp. (grün)

Unter den sieben beschriebenen Arten der Gattung ist bisher (Stand 2008) Amoebophrya ceratii genetisch charakterisiert.
A. ceratii ist ein Parasitoid vieler (aber nicht aller) Dinoflagellaten, einschließlich heterotropher Arten.
Die Gattung Amoebophrya umfasst Parasiten (bzw. Parasitoide), die freilebende Dinoflagellaten infizieren. Die verschiedenen Arten der Gattung befallen wirtsspezifisch unterschiedliche Arten der Dinoflagellaten, so infizieren vorgeschlagene Amoebophrya Dinoflagellaten
- aus der Ordnung Gymnodiniales: Gymnodiniaceae (Gymnodinium, Cochlodinium, Akashiwo), Kareniaceae (Karlodinium),
- aus der Ordnung Peridiniales: Peridiniaceae (Scrippsiella), Ostreopsidaceae (Ostreopsis)
- aus der Ordnung Prorocentrales: Prorocentraceae (Prorocentrum)
- aus der Ordnung Dinophysiales: Dinophysiaceae (Dinophysis, Phalacroma)
- aus der Ordnung Gonyaulacales: Pyrocystaceae (Alexandrium), Ceratiaceae (Ceratium, Tripos).

A. ceratii ist sogar in der Lage, andere Amoebophrya-Arten (wie A. leptodisci) oder andere (mögliche) Syndiniales (wie Keppenodinium) zu parasitieren.
Wirte, die mit bestimmten Amoebophrya-Stämmen wie Amoebophrya ceratii infiziert sind, sind nicht mehr in der Lage, sich fortzupflanzen. Der Parasit beendet seinen Lebenszyklus, indem er den Wirt tötet. Der Parasit vergrößert sich zunächst durch Kernteilungen, ohne dass eine Zytokinese (Zellteilung) erforderlich ist, was zu einem bienenstockähnlichen Aussehen der mehrkernigen Parasitenzellen im Wirt führt. Nach der Tötung des Wirts wird Amoebophrya mobil und wurmförmig (vermiform), teilt sich aber bald in Dinosporen. Diese neuen Dinosporen haben dann nur eine kurze Zeitspanne, um neue Wirte zu finden, da ihre Überlebenszeit im Wasser gering ist.
Die Mitglieder der Gattung wirken als biologisches Kontrollmittel von durch Dinoflagellaten verursachte Algenblüten (Rote Tiden). Wegen der Wirtsspezifität dieser Parasiten muss möglichst genau ermittelt werden, welche Organismen die Blüten verursachen, und welche Parasiten diese infizieren, damit eine solche „biologische“ Bekämpfung möglich ist.
Nach einer 2019 von John et al. veröffentlichten Studie besitzen die Mitochondrien von Amoebophrya ceratii keine DNA und wären damit neben Cryptosporidium parvum (Kryptosporidien) eines der wenigen bekannten Beispiele DNA-freier echter Mitochondrien (Stand 2019). Der Fund (bzw. Nicht-Fund) wurde aber von Kayal & Smith 2021 angezweifelt.

## Weiterführende Literatur
- Sean R. Anderson, Leocadio Blanco-Bercia, Craig A. Carlson, Elizabeth L. Harvey: Role of Syndiniales parasites in depth-specific networks and carbon flux in the oligotrophic ocean. In: ISME Communications, Band 4, Nr. 1, 23. Januar 2024,

S. ycae014; doi:10.1093/ismeco/ycae014 (englisch).
- Camille Clerissi, Sébastien Brunet, Jeremie Vidal-Dupiol, Mehdi Adjeroud, Pierre Lepage, Laure Guillou, Jean-Michel Escoubas, Eve Toulza: Protists Within Corals: The Hidden Diversity. In: Frontiers in Microbiology, Band 9, 31. August 2018, Sec. Microbial Symbioses; doi:10.3389/fmicb.2018.02043, ResearchGate:327344918 (englisch).